# 12075 Legg
12075 Legg è un asteroide della fascia principale. Scoperto nel 1998, presenta un'orbita caratterizzata da un semiasse maggiore pari a 2,4592878 UA e da un'eccentricità di 0,1639686, inclinata di 3,95806° rispetto all'eclittica.